# Sened-i ittifak
Das Sened-i ittifak (osmanisch سند اتفاق İA sened-i ittifāḳ, deutsch ‚Bündnisvertrag, Allianzpakt, Dokument der Übereinkunft, Dokument der Einhelligkeit‘) ist eine am 7. Oktober 1808 geschlossene, durch spätere Reformen hinfällig gewordene Vereinbarung zwischen dem osmanischen Großwesir Alemdar Mustafa Pascha und mehreren lokalen Machthabern (Ayan) der osmanischen Provinzen. Als Gegenleistung für ihre Loyalität gegenüber dem neu eingesetzten Sultan Mahmud II. sollten – als wesentliche Neuerung gegenüber der bisherigen politischen Ordnung – Besitz und Titel der lokalen Machthaber erblich werden.

## Geschichte
Als Wali (Gouverneur) des Eyâlet Silistrien (ab dem 4. Februar 1807) gehörte Alemdar Mustafa Pascha zu einer Gruppe regionaler Machthaber (aʿyān) im Osmanischen Reich. Diese hatten im Verlauf des 18. Jahrhunderts zunehmende politische Eigenständigkeit gegenüber der Zentralregierung in Konstantinopel erlangt, die sich auf ihre aus eigenen Mitteln finanzierte militärische Macht gründete. Nach dem Scheitern der Reformen Sultan Selims III. marschierte Mustafa Pascha 1808 mit einer Armee nach Konstantinopel, um dem Sultan beizustehen. Dort hatten die Janitscharen aber schon Mustafa IV. als Sultan ausgerufen. Am 19. Juli 1808 traf der Pascha in der Hauptstadt ein. Am 28. Juli 1808 wurde Selim auf Befehl Mustafas IV., der so seine bevorstehende Entmachtung zu vereiteln versuchte, hingerichtet. Mustafa IV. wurde dennoch abgesetzt und sein den Henkern entkommener Bruder Mahmud bestieg den Thron. Mustafa Pascha selbst nahm das Amt des Großwesirs an. Mahmud II. war gezwungen, das Sened-i ittifak zu akzeptieren, obwohl er selbst nicht an den Verhandlungen beteiligt war, um sich die Treue der einflussreichen Provinzmachthaber zu sichern. Während eines Aufstands der Janitscharen, die im Bündnis mit der osmanischen Ulemâ standen, fand der Großwesir am 14. November 1808 den Tod. Seine Nachfolger ratifizierten das Abkommen ebenso wenig wie der Sultan. Im Zuge der Reformen Mahmuds II. wurde das Übereinkommen mit den Ayan hinfällig.

## Inhalt des Abkommens
Im Sened-i ittifak verpflichteten sich die Ayan zur Treue gegenüber dem Sultan, ihm im Bedarfsfall ihre Truppen zur Verfügung zu stellen und die Staatskasse zu schützen. Darüber hinaus sollten sie auch den Anordnungen des Großwesirs Folge leisten und sich nicht in die Belange anderer Ayan einmischen. Demgegenüber erkannte die Hohe Pforte die Ayan und ihre Herrschaftsansprüche als legitim und erblich an. Die Ayan sollten dem Sultan im Fall von Revolten zu Hilfe kommen. Der Großwesir schließlich sagte zu, die Ayan in Fragen der Besteuerung zu konsultieren, während diese „die Armen nicht unterdrücken“ durften.

## Bedeutung
Das Dokument der Einhelligkeit „gilt als erster Schritt zu einer osmanischen Verfassung“ und wird in aller Regel an den Beginn der türkischen Verfassungsgeschichte gestellt. Wäre die Vereinbarung erfolgreich gewesen, hätte dies die Umwandlung des Osmanischen Reiches von einer (zumindest formalen) Autokratie des Sultans in eine feudale staatliche Ordnung bedeutet. Die Historikerin Caroline Finkel verdeutlicht die Bedeutung des Abkommens durch einen Vergleich zwischen dem Sened-i ittifak und der englischen Magna Carta.